# UK Open Qualifiers 2004/05
Die UK Open Qualifiers 2004/05 waren eine Reihe von Qualifikationsturnieren im Dartsport. Sie bestanden aus acht Qualifikationsrunden im Vorfeld der UK Open 2005. Die dortigen Ergebnisse wurden in einer eigenen Rangliste, der UK Open Order of Merit, festgehalten. Die Besten dieser Rangliste nach den acht Turnieren waren automatisch für die UK Open Mitte Juni des Jahres 2005 qualifiziert.
Die UK Open Qualifiers waren ebenfalls Bestandteil der PDC Pro Tour 2004 und 2005.

## Bedeutung der Qualifikationsturniere
Bei jedem der acht Qualifiers erhielten die Spieler ihrem Ergebnis entsprechend Preisgelder, die in die UK Open-Rangliste einflossen. Zum Abschluss der acht Qualifiers ergab sich eine Rangliste aller Spieler, nach der die Teilnehmer und die Setzliste der finalen UK Open bestimmt wurden.

## Preisgeld
Das Preisgeld wurde wie folgt verteilt:
| Runde         | UK Open Qualifiers |
| ------------- | ------------------ |
| Sieg          | £ 4.000            |
| Finale        | £ 2.000            |
| Halbfinale    | £ 1.000            |
| Viertelfinale | £ 500              |
| Achtelfinale  | £ 250              |
| Letzte 32     | £ 100              |
| Letzte 64     | £ 50               |
| Total         | £ 15.200           |

## Ergebnisse
| Nr. | Turnier                           | Datum              | Sieger      | Ergebnis | Finalist       |
| --- | --------------------------------- | ------------------ | ----------- | -------- | -------------- |
| 1   | UK Open Welsh Regional Final      | 26. September 2004 | Phil Taylor | 2 : 0    | Tommy Wilson   |
| 2   | UK Open Irish Regional Final      | 17. Oktober 2004   | Phil Taylor | ? : ?    | Mark Walsh     |
| 3   | UK Open Scottish Regional Final   | 12. November 2004  | Andy Smith  | 2 : 1    | Gary Anderson  |
| 4   | UK Open North East Regional Final | 19. Januar 2005    | Steve Hine  | 2 : 0    | Bob Anderson   |
| 5   | UK Open South West Regional Final | 6. Februar 2005    | Andy Smith  | 2 : 0    | Andy Jenkins   |
| 6   | UK Open Southern Regional Final   | 6. März 2005       | Denis Ovens | 2 : 1    | Mark Dudbridge |
| 7   | UK Open North West Regional Final | 20. März 2005      | Alex Roy    | 2 : 1    | Ronnie Baxter  |
| 8   | UK Open Midlands Regional Final   | 10. April 2005     | Jimmy Mann  | 2 : 0    | Mark Walsh     |